# Sint-Petrus'-Bandenkerk (Son)
De Sint-Petrus'-Bandenkerk is de voormalige rooms-katholieke parochiekerk van Son, gelegen aan Kerkplein 5.

## Geschiedenis
Het betreft een moderne kerk die werd gebouwd bij de toren van zijn voorganger, nadat in de oude kerk brand was uitgebroken en deze bovendien te klein was geworden. De kerk werd ingewijd in 1960 en de architectuur werd uitgevoerd door het Eindhovense architectenbureau Geenen en Oskam.
De kerk is hoog, licht en ruim. Ze bezit een reliek van de heilige Cornelius. De devotie tot deze heilige dateert van eeuwen geleden. Meerdere kunstwerken, zoals een reliëf en een gepolychromeerd beeld, hebben betrekking op deze heilige.
De voorgevel toont een reliëf door Leo Geurtjens, dat vijf episoden uit het leven van Sint-Petrus voorstelt.
Voorwerpen uit de oude kerk zijn: een piëta door Jan Custers uit 1917, dat uit de puinhopen kon worden gered. Twee grafstenen uit de oude kerk, uit 1563 en 1603, bevinden zich achter in de kerk. Een kopie uit 1950 van Onze Lieve Vrouw van Opwetten, uit de Clemenskerk te Nuenen, bevindt zich linksvoor in de kerk. Ook de meeste kruiswegstaties zijn uit de oude kerk afkomstig, ze dateren uit 1921-1923. Twee ervan zijn verloren gegaan en in gelijke stijl geschilderd.
De moderne voorwerpen dateren voornamelijk uit 1960. Het betreft het doopvont, het tabernakel, de kerkbanken, de vier altaren en het smeedwerk.
In 2012 werden de parochies van Son en van Breugel samengevoegd met de in 2009 ontstane fusieparochie van de Heilige Oda te Sint-Oedenrode. De kerk is op 26 december 2017 aan de eredienst onttrokken. Er waren tot 2018 plannen voor sloop, waarbij de kerktoren gespaard zou blijven en een nieuw, kleiner kerkgebouw in het verlengde van de bestaande kerktoren moest komen. Na de verkiezingen, welke gewonnen werd door de partijen die tegen sloop hebben geageerd bij het vorige college, koos het nieuw gemeentebestuur er voor de kerk te kopen en een nieuwe bestemming te geven.